# Fachinformationsdienst Soziologie

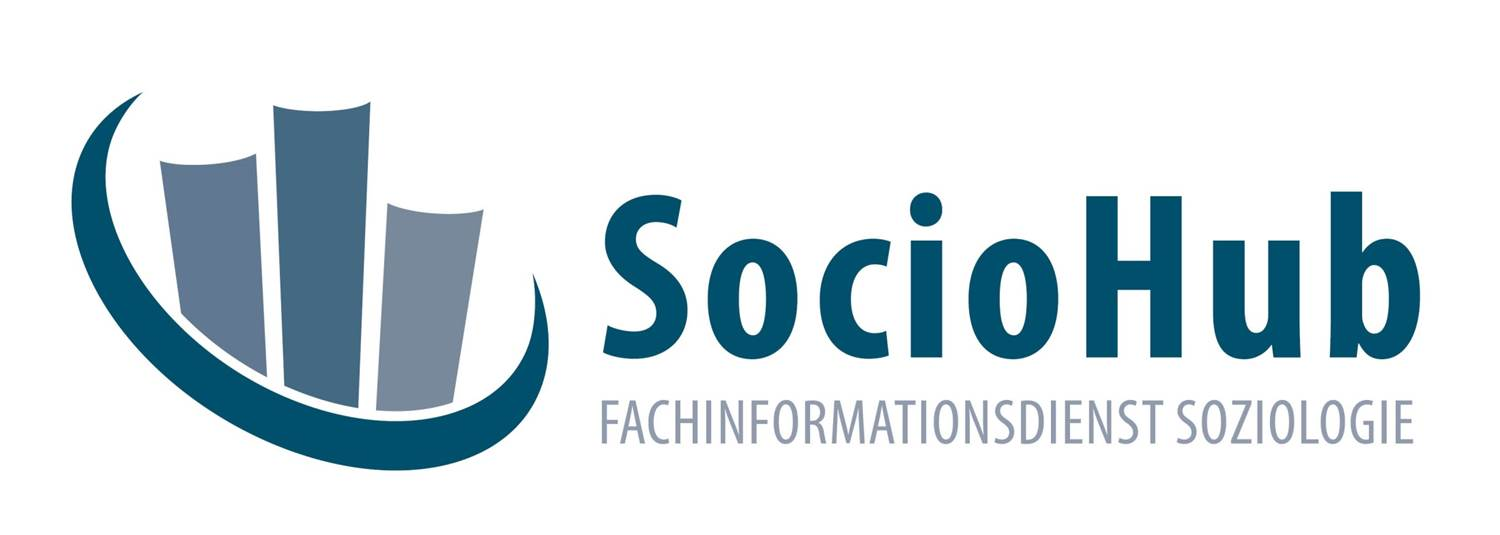
Logo des FID Soziologie

Der Fachinformationsdienst (FID) Soziologie mit dem Portal SocioHub wird gemeinsam von der Universitäts- und Stadtbibliothek (USB) Köln und dem GESIS – Leibniz-Institut für Sozialwissenschaften betreut. Er wird seit 2016 von der Deutschen Forschungsgemeinschaft (DFG) im Rahmen des Förderprogramms Fachinformationsdienste für die Wissenschaft gefördert und von der Deutschen Gesellschaft für Soziologie (DGS) sowie der Akademie für Soziologie unterstützt.

## Beschreibung
Der Fachinformationsdienst Soziologie bietet drei Schwerpunkte:
- Die Verbesserung der wissenschaftlichen Informationsversorgung und der Förderung der Forschungskommunikation innerhalb der Soziologie. Zu diesem Zweck verknüpft SocioHub ein Recherchemodul (für Publikationen, Forschungsdaten, Forschungsgruppen und Personen),
- ein Kollaborationsportal und
- eine Open-Access-Komponente auf einer zentralen Plattform.

Die Website des FIDs dient als zentraler Einstiegspunkt für die Informationsversorgung der soziologischen Fachcommunity. Sie steht allen fachlich Interessierten zur Verfügung und bietet für registrierte Nutzer zusätzliche Funktionalitäten wie z. B. die Erstellung eines Benutzerprofils.

### Recherche
Über das Recherchemodul lassen sich soziologische Literatur und Forschungsdaten sowie bei SocioHub registrierte Wissenschaftler und Forschungsgruppen suchen. Die Literatursuche beinhaltet zahlreiche in der Soziologie etablierte Quellen wie der EBSCO Discovery Service (EDS), SocIndex oder das Social Science Open Access Repository (SSOAR). Ebenfalls integriert sind das ehemalige Sondersammelgebiet Sozialwissenschaften der USB Köln sowie die Sammlung „Klassiker der Soziologie“, in der rund 100 soziologische Standardwerke von 1826 bis in das 20. Jahrhundert als retrodigitalisierte Volltexte enthalten sind. Der Fokus liegt auf der freien Bereitstellung fachspezifischer Volltexte, insbesondere im Bereich der sehr spezieller, also selten benötigter Literatur. Dadurch soll ein direkter Zugriff auf Literatur und forschungsrelevante Informationen möglich werden. Ergänzend ist die Literatursuche mit einem Dokumentenlieferservice verbunden und bietet eine Exportfunktion herkömmlicher Zitierweisen.

### Kollaborationsmodul
Den zweiten Baustein bildet das Kollaborationsportal, das die fachliche Kommunikation und Vernetzung innerhalb der soziologischen Fachcommunity fördern soll. Ähnlich wie bei einem sozialen Netzwerk bietet das Portal Wissenschaftlern die Möglichkeit, ein Benutzerprofil anzulegen, in dem sie ihre Arbeitsergebnisse zeigen können. Des Weiteren können Forschungs- und Arbeitsgruppen eine öffentlich sichtbare oder geschlossene Gruppe anlegen, über die sie ihre Tätigkeit präsentieren und ihre interne Kommunikation betreiben können.

### Förderung von Open Access in der Soziologie
Die dritte Komponente besteht in einem spezifischen Informations- und Serviceangebot rund um den Open-Access-Gedanken, der eine umfangreiche und freie Versorgung mit wissenschaftlichen Volltexten für die Soziologie zum Ziel hat. Die Verknüpfung des Kollaborationsportals mit SSOAR zielt in Kombination mit einem umfassenden Beratungsangebot darauf ab, Wissenschaftler bei der Zweitveröffentlichung und Selbstarchivierung ihrer Publikationen zu helfen.